# Kortessem
Kortessem (Limburgisch: Kotsoeve) ist seit dem 1. Januar 2025 ein Ortsteil  der Gemeinde Hasselt in der belgischen Provinz Limburg. Zuvor war Kortessem eine selbstständige Gemeinde. Seit der Gebietsreform (1. Januar 1977) bestand die Gemeinde aus sechs Ortsteilen Kortessem, Wintershoven, Guigoven, Vliermaal, Vliermaalroot und Zammelen. Sie zählte zuletzt 8757 Einwohner (Stand 1. Januar 2024). Seit Januar 2023 wurde über eine Gemeindefusion mit Hasselt beratschlagt, die ursprünglich bis Ende 2023 abgeschlossen sein sollte. Letztlich wurde die Fusion am 1. Januar 2025 realisiert.
Der Ortsname besteht aus der seltenen Verknüpfung eines lateinischen Stammes (curtis = Hof) mit einer germanischen Endung (-heim = Heimat), wobei die Silbe „heim“ wie bei zahlreichen weiteren belgischen und niederländischen Orten über „hem“ zu „em“ geschrumpft ist. Wir lesen von Kortessem erstmals in der (Gründungs-?)Urkunde des Klosters Sint-Truiden (frz. Saint Trond) von 741/742, in der „Curtrictias“ als Ausstellungsort genannt ist (Diplomata Belgica Saint-Trond Nr.001). 847 verzeichnet das Kloster Lorsch im fernen Hessen eine Schenkung in „Curtiza“ (CL 1233). Und 1101 ist ein Adliger Mainer von Kortessem Mitglied eines königlichen Gerichts, das Heinrich IV. nach Aachen einberufen hat, um Untaten des Grafen Arnulf von Loon zu bestrafen (Regesta Imperii III,2,3, Nr.1458). Die Grafen von Loon hatten Kortessem wohl vom Abt des Klosters Saint-Trond als Lehen erhalten. Später kam der Ort an die Familie „van Altena“ (sie soll hier 1225 ein Kanonikerstift gegründet haben) und danach an das Haus Horne, bei dem er bis zur Französischen Revolution blieb. Mit dem Herzogtum Limburg kam auch Kortessem 1815 an das Königreich der Niederlande, gehört jedoch nach der Teilung Limburgs seit 1839 zum 1830 gegründeten Königreich Belgien.

## Sehenswürdigkeiten
- Im Schlosspark wächst neben dem Kulturzentrum Mozaïek der größte Mammutbaum in Belgisch-Limburg.
- Die romanisch-gotische Sint-Pieterskerk
- An der Grenze zu Wellen steht der „Onzelieveherenboom“, eine tausendjährige Eiche.

## Persönlichkeiten
- Hugo Scrayen (* 1942), Radrennfahrer, geboren in Wintershoven
- Lowie Nulens (* 2006), Bahnradsportler